# Sébastien Joly
Sébastien Joly (Tornon, Ardecha, Roine-Alps, 25 de juny de 1979) és un ciclista francès, professional des del 2000 al 2011.
En el seu palmarès destaca la victòria al Tour del Llemosí de 2005 i la París-Camembert de 2007.

## Palmarès
- 1999
  - 1r a la París-Roubaix sub-23
- 2000
  - Vencedor d'una etapa del Circuit des Mines
- 2003
  - 1r a la Ruta Adélie
  - Vencedor de la classificació dels joves i dels esprints del Tour del Llemosí
- 2005
  - 1r al Tour del Llemosí i vencedor d'una etapa
- 2007
  - 1r a la París-Camembert
- 2009
  - Vencedor d'una etapa del Circuit de Lorena

### Resultats al Tour de França
- 2004. 146è de la classificació general
- 2005. 106è de la classificació general
- 2006. Abandona (16a etapa)
- 2009. Abandona (7a etapa)

### Resultats a la Volta a Espanya
- 2005. Abandona (7a etapa)
- 2006. 68è de la classificació general
- 2008. Abandona (17a etapa)